# Redside Burn
Der Redside Burn ist ein Bach in der schottischen Council Area Midlothian.

## Verlauf
Der Bach entsteht als Ablauf aus dem Edgelaw Reservoir an der Ostseite des Stausees. Der Redside Burn fließt nach Nordosten durch ein bewaldetes Tal ab. Nach einer Gesamtlänge von nur 4,07 Kilometern mündet er rund einen Kilometer nordöstlich von Temple in den South Esk, der schließlich über den Esk in den Firth of Forth entwässert. Ein kurzes Stück östlich der Mündung befindet sich das Herrenhaus Arniston House.

## Umgebung
Trotz seiner kurzen Länge überspannen den Redside Burn zwei denkmalgeschützte Brücken. Die Carrington Bridge wurde im frühen 19. Jahrhundert errichtet. Der Mauerwerksviadukt überspannt den Redside Burn mit einem Bogen. Sie ist als Kategorie-B-Bauwerk klassifiziert. Eine kurze Strecke flussaufwärts überspannt eine Brücke der Carrington Mill den Redside Burn. Sie ist als Denkmal der Kategorie C klassifiziert. Die Staumauer des Edgelaw Reservoirs mit ihren Installationen ist ein Kategorie-B-Bauwerk.